# Repressione finanziaria
Con il termine tecnico repressione finanziaria (in lingua inglese financial repression) si intende una situazione economica in cui il risparmio genera rendite molto basse, inferiori al tasso di inflazione. Di conseguenza il tasso di interesse reale dei titoli del debito pubblico è negativo. Si tratta quindi di una forma indiretta e non esplicita di ristrutturazione del debito pubblico.
Nel noto studio del Fondo monetario internazionale, gli autori evidenziano come nel periodo del dopoguerra successivo agli accordi di Bretton Woods, caratterizzato da mercati finanziari fortemente regolamentati, i bassi tassi di interesse a l’elevata inflazione hanno contribuito a erodere il debito pubblico reale che si era accumulato durante la seconda guerra mondiale. Nell’arco di tempo 1945-1980 i tassi di interessi reali sono stati negativi per circa la metà del periodo. Per la precisione in media il debito pubblico è stato liquidato tramite tassi di interesse negativi nella misura del 3-4% all’anno, e in paesi come l’Italia o l’Australia, con inflazione più elevata, nella misura del 5% all’anno circa. Le politiche per ottenere una repressione finanziaria vengono divise in tre categorie:
- Limiti ai tassi di interesse, in particolare quelli dei titoli di stato
- Creazione coattiva di una clientela nazionale, che detenga titoli del debito pubblico
- Altre misure

In Italia, nel dopoguerra fino ai primi anni ottanta, erano in vigore alcune norme e prassi di questo genere:
- La Banca d’Italia aveva la facoltà di acquistare titoli di stato sul mercato primario (obbligo venuto meno con il famoso “divorzio” tra Tesoro e Banca d’Italia)
- Il Tesoro poteva ricorrere allo scoperto del conto corrente di Tesoreria con la Banca d’Italia
- Riserva obbligatoria sui depositi, che in parte era costituita da titoli di stato
- Vincoli di portafoglio per le banche
- Prestiti forzosi
- In generale forti vincoli alla circolazione dei capitali